# Bacteria paramodesta
Bacteria paramodesta är en insektsart som beskrevs av Daniel Otte och Brock 2005. Bacteria paramodesta ingår i släktet Bacteria och familjen Diapheromeridae. Inga underarter finns listade.